# استدلال مباشر
الاستدلال المباشر أو الاستدلال الفوري (بالإنجليزية: Immediate inference)‏ في المنطق التقليدي، هو حكم تصدر فيه النتيجة مباشرةً من مقدمة واحدة وحدها. ويشتمل الاستدلال المباشر على الوضع المقابل، أي النتائج وفق مربع التناقض أو مربع أرسطو وغيرها. والاستدلال المباشر على نقيض الاستدلال المتشابك الذي يتألف من مقدمتين أو أكثر. والاستدلال المباشر نوعان صالح وآخر باطل.